# Portada/efemèride juliol 26
Ana María Matute
« 25 de juliol · 26 de juliol · 27 de juliol »